# 星花水库
星花水库是中国四川省遂宁市蓬溪县河边镇境内的一座水库，位于妻江支流河边河上，建于1960年。水库正常库容为930万立方米，集雨面积为9平方千米，海拔为420.29米。